# Jättendal
Jättendal är en tätort  i Nordanstigs kommun, Hälsingland och kyrkbyn i Jättendals socken.
Jättendal delas av E4:an som löper genom socknen. Närmaste städer är Hudiksvall cirka 31 kilometer söder om centrala Jättendal och Sundsvall cirka 54 kilometer norr om Jättendal. Arbetspendling sker till Sundsvall och Hudiksvall.
Jättendals kyrka ligger här.

## Befolkningsutveckling
| Befolkningsutvecklingen i Jättendal 1980–2020 | Befolkningsutvecklingen i Jättendal 1980–2020 | Befolkningsutvecklingen i Jättendal 1980–2020 | Befolkningsutvecklingen i Jättendal 1980–2020 | Befolkningsutvecklingen i Jättendal 1980–2020 |
| --------------------------------------------- | --------------------------------------------- | --------------------------------------------- | --------------------------------------------- | --------------------------------------------- |
|                                               |                                               |                                               |                                               |                                               |
| År                                            |                                               |                                               | Folkmängd                                     | Areal (ha)                                    |
| 1980                                          | 1980                                          |                                               | 266                                           |                                               |
| 1990                                          | 1990                                          |                                               | 272                                           | 70                                            |
| 1995                                          | 1995                                          |                                               | 273                                           | 70                                            |
| 2000                                          | 2000                                          |                                               | 276                                           | 70                                            |
| 2005                                          | 2005                                          |                                               | 277                                           | 70                                            |
| 2010                                          | 2010                                          |                                               | 253                                           | 70                                            |
| 2015                                          | 2015                                          |                                               | 258                                           | 107                                           |
| 2020                                          | 2020                                          |                                               | 253                                           | 109                                           |
| Anm.: Ny tätort 1980                          |                                               |                                               |                                               |                                               |

## Personer från Jättendal
- Poliskommissarie Anton Wiklander (1884-1958)